# Paul Krugman
Paul Robin Krugman (Nova York, Estats Units, 1953) és un economista, divulgador i periodista estatunidenc. Krugman va ser primer professor d’Economia al MIT i posteriorment a la Universitat de Princeton, d'on es va retirar el juny del 2015, i on és professor emèrit. També és Centennial Professor a la London School of Economics. El 2008 li va ser concedit el Premi Nobel d'Economia pels seus estudis per integrar les anàlisis de patrons comercials i el lloc on es desenvolupa l'activitat econòmica.
Krugman és un keynesià convençut i, per tant, favorable a la intervenció pública. És conegut pel públic general per les seves columnes a The New York Times i com un crític obert de les polítiques econòmiques conservadores.

## Obra
Krugman és l'autor o editor de 27 llibres, inclosos treballs acadèmics, llibres de text i llibres de divulgació, i ha publicat més de 200 articles acadèmics en revistes professionals. També ha escrit diversos centenars de columnes sobre qüestions econòmiques i polítiques per a The New York Times, Fortune i Slate. Una enquesta duta a terme el 2011 a professors d'economia el va nomenar el seu economista viu preferit de menys de seixanta anys. Com a comentarista, Krugman ha escrit sobre una àmplia gamma de qüestions econòmiques, inclosa la distribució de la renda, la fiscalitat, la macroeconomia i l'economia internacional. Krugman es considera un liberal modern, fent referència als seus llibres, al seu bloc al The New York Times i al seu llibre de 2007 The Conscience of a Liberal. Els seus populars articles han atret una àmplia atenció i comentaris, tant positius com negatius. Segons l'Open Syllabus Project, Krugman és el segon autor més citat en els plans d'estudis universitaris per a cursos d'economia. La seva obra Economia internacional: La teoria i política és un llibre de text estàndard en l'economia internacional.
Ha sabut entendre l'estreta relació entre economia i política o, cosa que és el mateix, els interessos i les forces que es mouen en el rerefons de la disciplina; el mèrit de Krugman radica a desemmascarar les fal·làcies econòmiques que s'amaguen darrere de certs interessos. S'ha preocupat per replantejar models matemàtics que resolguin el problema d'on ocorre l'activitat econòmica i els motius de la seva aparició. La seva manera de pensar es pot descriure com a neokeynesiana, com es pot veure en els seus principals treballs sobre finances internacionals i sobre comerç internacional, desenvolupant la nova teoria del comerç per distingir-se dels clàssics i neoclàssics.

## Biografia
Nasqué el 28 de febrer de 1953 a l'illa de Long Island a la ciutat de Nova York. Es va llicenciar en economia per la Universitat Yale l'any 1974. Després va obtenir un màster en Economia el 1977 al Massachusetts Institute of Technology i posteriorment va esdevenir professor de Yale, MIT i Stanford abans de pertànyer al claustre de la Universitat de Princeton, on ha estat des del 2000 treballant de professor al Departament d'Economia i a la Woodrow Wilson School of Public and International Affairs des del 2000, fins al 2015, quan es va retirar per centrar-se en les polítiques públiques. Posteriorment, es va convertir en professor al Graduate Center de la City University de Nova York i en distingit acadèmic al Graduate Center del Luxembourg Income Study Center.
De 1982 a 1983 va formar part del Consell d'Assessors Econòmics (Council of Economic Advisers) de l'administració de Ronald Reagan. Quan Bill Clinton arribà a la presidència l'any 1992 s'esperava que entrés a formar part del govern, però aquest lloc fou atorgat a Laura Tyson. Aquesta circumstància li va permetre dedicar-se al periodisme, primer a les revistes Fortune i Slate, més tard a The Harvard Business Review, Foreign Policy, The Economist, Harper's, i Washington Monthly.
Posteriorment, va treballar en el grup d'assessors d'Enron l'any 1999 abans de renunciar-hi per a treballar com a columnista per al New York Times, que exigiria certa exclusivitat. Després dels problemes econòmics i la fallida d'Enron, Krugman fou qüestionat pel seu treball desenvolupat a l'empresa nord-americana, així certs crítics alineats amb l'administració Bush van aprofitar el moment per intentar anul·lar la influència de Krugman en l'opinió pública.
Krugman s'ha casat dues vegades. La seva primera esposa, Robin L. Bergman, és dissenyadora. Actualment, està casat amb Robin Wells, economista acadèmica que va obtenir la seva llicenciatura a la Universitat de Chicago i el seu doctorat a la Universitat de Califòrnia a Berkeley i igual que Krugman, va ensenyar al MIT. Junts, Krugman i la seva dona han col·laborat en diversos llibres de text d'economia. Viuen actualment a la ciutat de Nova York i no tenen fills.

## Idees econòmiques influents
Les contribucions de Krugman sobre els aspectes comercials i monetaris de l'economia internacional han revolucionat la manera de pensar dels economistes sobre l'economia global. A la dècada de 1970, la teoria consolidada del comerç exterior establia que certs països tenen un avantatge comparatiu respecte d'altres en produir més eficaçment béns per factors com el clima, els recursos naturals o l'oferta de mà d'obra o de capital, però no explicava les tendències modernes que mostraven que el comerç internacional es concentrava cada vegada més entre un nombre menor de productors i nacions. En canvi, des de 1979, el treball de Krugman va proposar un nou model que proporcionava una teoria dels efectes de la globalització i el lliure comerç, oferint una explicació millor que proposa qüestions econòmiques clau com ara per què els països importen i exporten els mateixos béns, com decideixen on ubicar-se les empreses, com decideixen on viure les persones, i per què les àrees urbanes denses es converteixen en centres d'activitat econòmica que conviuen al costat de zones rurals poc poblades. Krugman va teoritzar que les economies d'escala motiven el comerç entre països similars i que, en presència d'aquestes economies, accidents de la història poden explicar el creixement de les ciutats i les regions.
A principis de la dècada de 1990 va popularitzar l'argument de Laurence Lau i Alwyn Young que les economies emergents del sud-est asiàtic no eren el resultat de polítiques econòmiques d'un nou tipus, com s'havia argumentat, sinó que les altes taxes de creixement es devien a elevades taxes d'inversió de capital i augments espectaculars en la mà d'obra (alguna cosa que, tal com explica el mateix Krugman, recorda en part al «miracle soviètic» 1945–1965). De fet, la productivitat total dels factors d'aquests països no es va incrementar, la qual cosa revela que tecnològicament aquestes economies no han estat especialment eficients. Sobre la base d'aquests fets, la seva predicció és que la taxa creixement del sud-est asiàtic descendirà a mesura que sigui més difícil generar creixement a força d'incrementar els inputs (en inversió i treball). Aquesta situació és similar l'aturada que va sofrir l'URSS a la fi de la dècada de 1960, el seu estancament durant la dècada de 1970, que eventualment va degenerar en decreixement a la dècada de 1980.
Destaquen també els seus treballs de formulació d'una nova teoria per respondre les preguntes que impulsen la urbanització mundial, una disciplina relativament nova que integra els camps d'investigació del comerç internacional i la geografia econòmica. Els estudis de Krugman es basen en la premissa que molts béns i serveis poden produir-se amb especialització i producció a gran escala, amb resultat de preus més baixos i aclareix per què el comerç és dominat per països que no només tenen condicions similars, sinó que comercien productes semblants.

## Premis i mencions
L'any 1991 l'Associació Econòmica Americana li va concedir la prestigiosa medalla John Bats Clark Medal a l'economista nord-americà menor de quaranta anys que es considera que va contribuir significativament al pensament i el coneixement econòmics. El 2004 fou guardonat amb el Premi Príncep d'Astúries de Ciències Socials i el 2008 amb el Premi del Banc de Suècia de Ciències Econòmiques en memòria d'Alfred Nobel pels seus estudis al voltant dels patrons del comerç i la localització de l'activitat econòmica.